# Озарение (книга)
«Озарение. Сила мгновенных решений»  (англ. Blink: The Power of Thinking Without Thinking) — вторая книга канадского журналиста и поп-социолога Малкольма Гладуэлла, которая впервые была опубликована в 2005 году. В научно-популярном формате книга представляет результаты исследований в области психологии и поведенческой экономики, раскрывающие тему адаптивного бессознательного — мыслительного процесса, который срабатывает автоматически, когда в нашем распоряжении сравнительно мало нужной информации для принятия решения. Автор рассматривает как сильные стороны адаптивного бессознательного, например, экспертную оценку, так и его ловушки, такие как стереотипы.

## Содержание
Автор описывает главный предмет своей книги как «тонкий срез»: нашу способность определять, что действительно важно, даже если мы обладаем минимальным опытом. Другими словами, спонтанные решения обычно являются самыми верными, более правильными, чем тщательно спланированные и обдуманные. Малкольм Гладуэлл приводит примеры из науки, рекламы, продаж, медицины и поп-музыки в качестве подтверждения своих идей. Он также использует наиболее показательные примеры из жизни обычных людей.
Гладуэлл объясняет, как способность экспертов делать «тонкий срез» может искажаться в зависимости от их предпочтений, предубеждений и стереотипов (даже бессознательных) или из-за переизбытка информации. Он доказывает, что часто лучшие решения представляют собой скоропалительные суждения, а не появляются в результате всестороннего анализа.
Автор приводит большое количество примеров «тонких срезов» в контексте азартных игр, быстрых свиданий, тенниса, военных игр, кино и профилактики разводов. Он отмечает, что иногда слишком много информации может помешать вынесению точного суждения или постановке правильного медицинского диагноза — это явление часто называют «аналитическим параличом». Попытки собрать все больше и больше информации обычно не помогают, а только все еще больше усложняют. Поэтому очень важно отсеивать все лишнее и фокусироваться только на самой важной информации для принятия решения.
Книга утверждает, что способность принимать интуитивные решения развивается с помощью накопления жизненного опыта, тренировок и знаний. Но это не всегда во благо. Например, Гладуэлл считает, что предубеждение может появляться на бессознательном интуитивном уровне даже у тех, чьи сознательные установки не содержат предрассудки. Он приводит ряд примеров того, как стереотипы и предубеждения привели к печальным последствиям — например, смерти невинного человека от рук полицейских.

## Оценки
Рецензируя «Озарение», газета Baltimore Sun назвала Гладуэлла «наиболее оригинальным американским журналистом со времен молодого Тома Вульфа». Фархад Манджу в издании Salon описал книгу как «настоящее удовольствие. В лучших традициях Гладуэлла „Озарение“ до краев наполнено удивительными открытиями, касающимися нашего мира и нас самих».
Ричард Познер, профессор Университета Чикаго, считает, что Гладуэлл в книге «Озарение» противоречит сам себе в том, что касается «тонкого среза» и делает ряд ничем не подкрепленных предположений и допускает ошибки в подтверждении своих тезисов. The Daily Telegraph пишет, что «редко такие большие претензии выдвигаются на основе столь непрочных свидетельств». Писатель Майкл ЛеГолт выступил с критикой в адрес Гладуэлла, обвинив его в пропаганде антинаучного подхода.

## Фильм
Стивен Гэган, сценарист, режиссёр и продюсер, решил адаптировать книгу «Озарение» для производства художественного фильма с Леонардо ДиКаприо в главной роли, который должен был выйти в 2011 году. Главный герой обладает особенным даром «считывать» мимику и язык жестов других людей. Он использует эту способность в корпоративном мире и, в конце концов, помогает своему богатому отцу выиграть судебный процесс. Фильм не был запущен в производство.

## Издания
- Malcolm Gladwell. Blink: The Power of Thinking Without Thinking. — Back Bay Books, 2007. — 320 с. — ISBN 978-0316010665. — ISBN 0316010669.
- Малкольм Гладуэлл. Озарение. Сила мгновенных решений. — «Альпина Паблишер», 2010. — 254 с. — ISBN 978-5-9614-1110-2.